# Tibetia tongolensis
Tibetia tongolensis là một loài thực vật có hoa trong họ Đậu. Loài này được (Ulbr.) H.P.Tsui miêu tả khoa học đầu tiên.